# Adam Killian

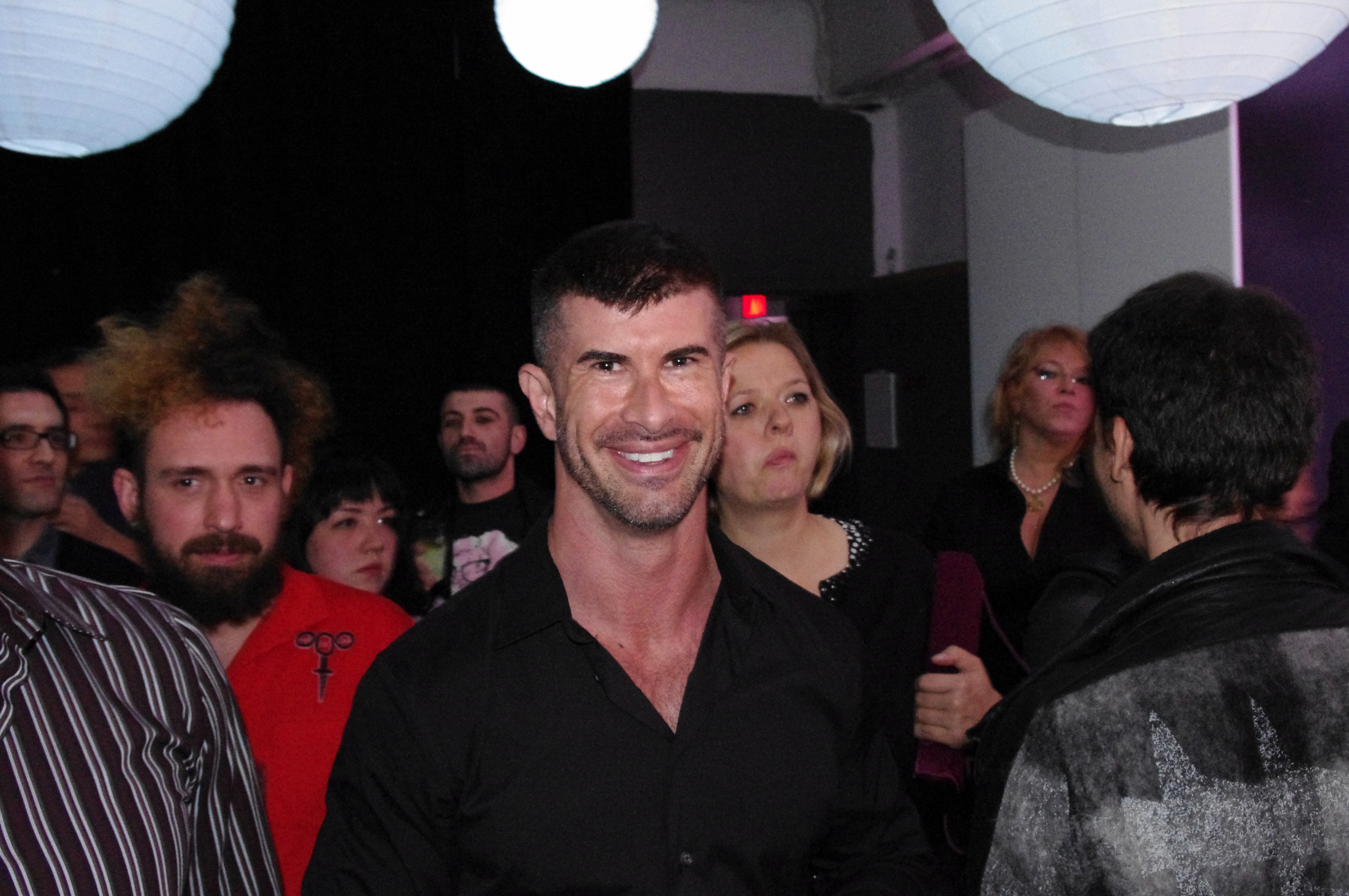
Adam Killian

Adam Killian (* 12. August 1975 in West Hollywood) ist ein US-amerikanischer Pornodarsteller.

## Leben
Killian studierte Gesang und Tanz an der University of California, Santa Cruz.
In den Vereinigten Staaten drehte Killian seit 2003 verschiedene Pornofilme. Er erhielt bedeutsame Preise der US-amerikanischen Pornoindustrie. Seit 2009 ist Killian mit dem Pornodarsteller Marco Milan verheiratet.

## Filmografie (Auswahl)
- Jet Set Productions
  - Hole (2003)

- Jocks Studio
  - Getting It Straight (2004)

- Falcon Entertainment
  - Best Men 2: The Wedding Party (2008)
  - Morning Wood (2009)
  - Trainer (2009)
  - Rhodes' Rules (2010)
  - Snap Shot (2010)

- Lucas Entertainment
  - Heat Wave (2010)
  - Michael Lucas' Auditions 37: Balls to the Wall (2010)
  - Sex Addict (2010)
  - Trapped in the Game (2010)
  - Assassin (2011)
  - Backdoor (2010)
  - Eye Contact (2010)
  - Heat Wave 2 (2011)
  - Men in Suits: Gentlemen 1 (2011)
  - DVD - Adam Killian Raw Wet Dream (2014)

## Preise und Auszeichnungen (Auswahl)
- Grabby Awards 2009[1]
  - Bestes Duo (mit Zeb Atlas) für Best Man 2 Falcon Studios
- 2010[2]
  - Bestes Solo für Taken to the Lowest Level
  - Best Three Way für The Trainer (gemeinsam mit Leo Giamani und Ty Colt)
  - Darsteller des Jahres

- 2012[3]
  - Bestes Duo (mit Tony Buff) für The Other Side Of Aspen 6
  - Bester Darsteller

- GayVN Awards 2010[4]
  - Beste Solo-Darstellung für Taken to the Lowest Level

- XBIZ Award 2012[5]
  - Schwuler Darsteller des Jahres